# 6311 Porubčan
(6311) Porubčan, denumire internațională (6311) Porubcan, este un asteroid din centura principală de asteroizi.

## Descriere
6311 Porubčan este un asteroid din centura principală de asteroizi. A fost descoperit pe 15 septembrie 1990 la Observatorul Palomar de Henry E. Holt. Asteroidul prezintă o orbită caracterizată de o semiaxă mare de 2,29 ua, o excentricitate de 0,22 și o înclinație de 5,2° în raport cu ecliptica.